# Tejupilco de Hidalgo
Tejupilco de Hidalgo (kurz Tejupilco) ist eine Stadt mit ca. 30.000 Einwohnern (Stand 2025) in der Region Tierra caliente im Süden des mexikanischen Bundesstaats México. Darüber hiaus ist Tejupilco Hauptort einer Gemeinde (municipio) mit insgesamt ca. 50 Ortschaften und ca. 80.000 Einwohnern.

## Lage und Klima
Tejupilco liegt ca. 180 km (Fahrtstrecke) südwestlich von Mexiko-Stadt in einer Höhe von ca. 1330 m; die nächstgelegene Großstadt Toluca ist etwa 100 km in nordöstlicher Richtung entfernt. Das Klima ist mild bis warm; Regen (ca. 800–1200 mm/Jahr) fällt überwiegend im Sommerhalbjahr.

## Bevölkerung
| Jahr      | 2000   | 2010   | 2020   |
| Einwohner | 22.494 | 25.631 | 30.967 |

Der überwiegende Teil der Bevölkerung ist indianischer Abstammung; zahlreich sind auch Mestizen. Gesprochen wird jedoch zumeist Spanisch.

## Wirtschaft
Im Zentrum des wirtschaftlichen Lebens steht nach vor die Landwirtschaft: Anpflanzt werden sowohl Mais und Bohnen als auch Avocados und Pfirsiche.

## Geschichte
Tejupilco war gegenüber dem Aztekenreich tributpflichtig; nach der Eroberung durch die spanischen Konquistadoren bestand die Tributpflicht weiter. Im Jahr 1734 lebten lediglich 7 spanisch-stämmige Familien unter etwa 1000 Indios.
Zu Ehren des Initiators der mexikanischen Unabhängigkeitsbewegung erhielt Tejupilco im Jahr 1874 den Beinamen de Hidalgo.

## Sehenswürdigkeiten
Umgebung
- Ca. 14 km südlch befindet sich die archäologische Zone von San Miguel Ixtapán.